# Sant'Ambrogio (dipinto)
Sant'Ambrogio è un'opera pittorica di Giusto de' Menabuoi, la cui prima documentazione risale al 1363 e conservato presso la Pinacoteca Nazionale di Bologna
Secondo la ricostruzione fatta da Roberto Longhi, la tavoletta proviene dal Polittico Terzago la cui parte centrale raffigurante la Maestà, firmata e datata, è oggi conservata presso il Museo nazionale di palazzo Reale a Pisa. Probabilmente eseguito in ambito milanese, come dimostra il nome della committente presente nella tavola di Pisa, Isotta Terzago, il polittico mostra il legame con Giovanni da Milano e con l’elaborazione in chiave gotica e naturalistica avviata dai pittori lombardi sull’arte giottesca.
Il 10 marzo 2018 è stato oggetto di furto, ma è stato recuperato dopo poche settimane, e restituito il 4 maggio alla Pinacoteca Nazionale di Bologna.